# Djävulens blomma
Djävulens blomma (engelska: The Poppy Is Also a Flower) är en amerikansk dramafilm från 1966 i regi av Terence Young. 
Filmen är baserad på en idé av Ian Fleming, James Bonds skapare. I huvudrollerna ses Yul Brynner, Omar Sharif, Eli Wallach, Angie Dickinson, Senta Berger, Stephen Boyd, Trevor Howard, Rita Hayworth och Marcello Mastroianni. Berättare är Grace Kelly (krediterad som prinsessan Grace av Monaco).

## Rollista i urval
- Senta Berger - Maxine
- Stephen Boyd - Benson
- Yul Brynner - Col. Salem
- Angie Dickinson - Linda Benson
- Georges Géret - Supt. Roche
- Hugh Griffith - Tribal chief
- Jack Hawkins - Gen. Bahar
- Rita Hayworth - Monique Markos
- Trevor Howard - Sam Lincoln
- Trini López - sig själv
- E. G. Marshall - Coley
- Marcello Mastroianni - Insp. Mosca
- Amedeo Nazzari - Capt. Dinonnio
- Anthony Quayle - Capt. Vanderbilt
- Gilbert Roland - Serge Markos
- Harold Sakata - Martin
- Omar Sharif - Dr. Rad
- Barry Sullivan - Chasen
- Nadja Tiller - Dr. Bronovska
- Eli Wallach - "Happy" Locarno